# Бэ, Джу Юн
Джу Юн Бэ (род. в Сеуле, Республика Корея) — артистка балета. Заслуженная артистка Республики Марий Эл. Дипломантка Международного конкурса артистов балета и танца модерн в Японии в Нагое, приза за лучшую интерпретацию классического репертуара и приза зрительских симпатий на Международном конкурсе артистов балета в Москве. Обладательница I премии Открытого конкурса артистов балета России «Арабеск» в Перми. Артистка Большого театра и солистка Марийского театра оперы и балета.

## Биография
Джу Юн Бэ родилась в Сеуле в Республике Корея. Балетом начала заниматься в Школе искусств в Сеуле. В 1992 году, когда Джу Юн Бэ исполнилось 15 лет, в её училище состоялся просмотр, по результатам которого её пригласили продолжить учёбу в Москве.
В 1992 году начала учёбу в Московской государственной академии хореографии, её педагогом была Елена Ватуля.
Стала выпускницей МГАХ в 1996 году. Проходила стажировку в Большом театре. В 1999 году вошла в состав труппы Большого театра. Занимается под руководством Марины Кондратьевой.
В 1998 году на сцене Государственного Кремлёвского дворца выступила в партии Мари в балете «Щелкунчик». Выступала вместе с труппой Государственного академического театра классического балета под руководством Н. Д. Касаткиной и В. Ю. Василёва.
В 1999 году участвовала в фестивале оперно-балетного искусства «Зимние вечера» в Йошкар-Оле. В этом же году участвовала в Международном фестивале классического балета имени Р. Нуреева, который проходил в Казани. Там исполнила партию Принцессы Авроры в балете «Спящая красавица». В 2000 году участвовала в Международном балетном фестивале в Чебоксарах, исполняла партию Авроры. На Международном фестивале оперного и балетного искусства «Сыктывкарская весна» исполнила седьмой вальс и прелюд в «Шопениане».
Стала первой исполнительницей партии Касьянки в балете «Царь-рыба» В. Пороцкого, который реализовывался как совместный проект с Большим театром.
В 2000 году стала выпускницей исполнительного факультета МГАХ.
В 2001 году исполнила заглавную партию в балете «Жизель» с труппой «Русский национальный балетный театр» В. Моисеева. Гастролировала в Сеуле с труппой Корейского национального театра. Выступала в гран па из балета «Пахита», в центральных партиях в балетах «Золушка» С. Прокофьева, «Жизель», «Спартак», «Ромео и Джульетта» С. Прокофьева, «Лебединое озеро». Гастролировала с балетной труппой в Израиле и Египте.

## Репертуар
В 1997 году Джу Юн Бэ танцевала па д’аксьон в балете «Жизель» А. Адана, в 1999 году партию двух сильфид в «Шопениане» и вставное па-де-де в балете «Жизель». В 2000 году исполнила партию Феи Нежности в «Спящей красавице» П. Чайковского, и партию пастушки в «Спартаке». В 2011 году танцевала одиннадцатый вальс в «Шопениане», танец дам на балу в «Фантазии на тему Казановы», Коломбину в «Щелкунчике» Петра Чайковского. В 2003 году джампе — «двойку» в «Баядерке».
В 2004 году Джу Юн Бэ исполнила партию Неаполитанской невесты в «Лебедином озере» Петра Чайковского и подруги Елены в балете «Сон в летнюю ночь». В 2005 году танцевала партию четырёх дриад в «Дон Кихоте», в 2006 году — стрекозы в «Золушке» С. Прокофьева, в 2009 году — две сильфиды в балете «Сильфида» Х. С. Левенскольда. В 2010 году Джу Юн Бэ исполнила танец «с веерами» в балете «Корсар», партию в «Рубинах» во II части балета «Драгоценности» на музыку И. Стравинского. танцевала па де труа в «Изумрудах» — I части балета «Драгоценности» и четыре пары в «Классической симфонии» на музыку С. Прокофьева в 2012 году.